# Jathavara, Chik Ballapur
Jathavara là một làng thuộc tehsil Chik Ballapur, huyện Kolar, bang Karnataka, Ấn Độ.